# Raffaele Paganini
Raffaele Paganini (Roma, 28 settembre 1958) è un ballerino e attore teatrale italiano.

## Biografia
Inizia a muovere i primi passi nel mondo della danza all'età di 14 anni, assieme a tre dei suoi fratelli, presso la scuola di ballo del Teatro dell'Opera di Roma diretta da Attilia Radice.
Si diploma esibendosi brillantemente con la cugina Tiziana Lauri: la coppia è scelta dal regista Anton Giulio Majano per apparire nello sceneggiato televisivo Quell'antico amore.
Entrato a far parte del Corpo di Ballo dell'Ente, piace a coreografi come Roland Petit o Pierre Lacotte ed è promosso solista e poi Primo ballerino.
Col sostegno dell'importante scrittrice e critica Vittoria Ottolenghi, diventa popolare in Italia grazie alle apparizioni televisive in programmi di grande ascolto quali Fantastico, Il cappello sulle ventitré, Al Paradise, e Europa Europa. Come danzatore ospite, collabora con il London Festival Ballet (oggi English National Ballet), il Ballet Theatre Francais de Nancy, l'Opernhaus Zürich. Tra le sue partner Oriella Dorella, Eleonora Cassano, Valentina Kozlova e Margaret Illmann.
Lasciata l'Opera di Roma in qualità di étoile nel 1990, vi torna tre anni dopo come direttore ad interim per poco più di una stagione. In seguito si dedica alla commedia musicale e alla direzione della sua compagnia privata.
Negli anni mantiene la notorietà mediatica: nel 2009 è uno dei giudici del talent show di Rai 2 Italian Academy 2, nel 2010 diventa docente della Musical Artime Academy, nel 2011 partecipa come concorrente al reality show di Rai 2 L'isola dei famosi (viene eliminato nel corso della sesta puntata con il 29% dei voti), nel 2014 entra nella casa del Grande Fratello come ospite della puntata per giudicare la prova settimanale.
In quanto padre di Luca Paganini, attaccante della Vis Pesaro, nella stagione televisiva 2015-2016 è stato inviato ricorrente di Quelli che il calcio per seguire dagli stadi le partite della squadra del figlio in quella stagione al Frosinone.
Collabora con numerose scuole di danza e fonda a Roma la sua propria scuola chiamata L'atelier della Danza di Raffaele Paganini.